# Gerda Krüger-Nieland
Gerda Krüger-Nieland (* 22. Juni 1910 in Bremen; † 21. September 2000 in Karlsruhe) war eine deutsche Juristin und erste Senatspräsidentin am Bundesgerichtshof.

## Leben
Gerda Erika Nieland wird am 22. Juni 1910 in Bremen als Tochter des später zum Reichsgerichtsrat berufenen Ludwig Nieland geboren. Ab 1916 besucht sie in Hamburg das Fyrgau Lyceum. Aufgrund der Berufung des Vaters an das Reichsgericht 1920 endet ihre Zeit in Hamburg. Sie wechselt an das Leipziger Goethe-Gymnasium, wo sie 1929 das Abitur ablegt. Zunächst ist das Ziel der jungen Frau Theaterwissenschaften und Kunstgeschichte zu studieren. Stattdessen beginnt sie aber Rechtswissenschaften in Freiburg und Leipzig zu studieren. Zu dieser Zeit dürfen Frauen erst seit sieben Jahren das juristische Staatsexamen absolvieren. Krüger-Nieland absolviert am 5. Februar 1934 das erste Examen mit Auszeichnung. Das zweite Examen besteht sie am 18. August 1938 mit der Note gut. Sie wird mit einer Arbeit, die den Titel "Der verlagsrechtliche Bestellverlag" trägt promoviert. Betreut wurde diese Arbeit von Ernst Jaeger und Hans-Otto de Boor und im Jahr 1938 veröffentlicht.
Krüger-Nielands Plan war nach Ende ihrer juristischen Ausbildung als Jugendrichterin oder als Richterin für Vormundschaftssachen zu arbeiten. Aufgrund der allerdings seit 1933 herrschenden Nationalsozialisten wurden keine Frauen mehr zu Richtern ernannt. Auch eine Zulassung als Anwältin wurde der Juristin verweigert. Aufgrund ihrer guten Leistungen in beiden Examina wurde ihr nahegelegt, in einem Ministerium zu arbeiten. Dies lehnte sie aber ab, da sie weder zum Eintritt in die NSDAP, noch zum Ausüben des Hitlergrußes bereit war.
Die Juristin arbeitete dann für ein knappes halbes Jahr als Justiziarin im Sägewerk Walden im sächsischen Görlitz. Ihre Arbeitssituation änderte sich nach Beginn des Zweiten Weltkriegs. Seitdem durften Frauen die Vertretung für Anwälte übernehmen, die Termine aufgrund des Einsatzes im Krieg nicht wahrnehmen konnten. Krüger-Nieland vertrat Anwälte in mehreren Städten wie Düsseldorf, Berlin, Elbing und Leipzig. Im Jahr 1941 heiratet sie den Anwalt Peter Kröber. Die Ehe hält jedoch nur ein Jahr, als Grund für die Scheidung gibt Krüger-Nieland den Eintritt des Mannes in die NSDAP an.
Nach der Kapitulation des Dritten Reiches wird die Juristin von der amerikanischen Militärregierung in Leipzig als Anwältin zugelassen. Nachdem sie jedoch erfährt, dass Leipzig Teil der sowjetischen Besatzungszone wird, flüchtet sie 1945 nach Hamburg. In dem Stadtstaat beantragt sie die Zulassung als Anwältin und die Einstellung als Gerichtsassessorin. Die Einstellung als Richterin wird ihr aber verwehrt. In der Akte findet sich der Vermerk:"Wohin mit einer Frau als Richter? (Vormundschaft?)". Im Februar 1946 wird ihr die Anwaltszulassung erteilt. Im Laufe der nächsten Jahre arbeitet sie in zahlreichen Verfahren als Pflichtverteidigerin, vor allem auch für wegen Kriegsverbrechen Angeklagter, die sie für unschuldig hielt. Im April 1946 heiratet sie den späteren Intendanten Detlof Krüger und heißt seitdem Gerda Krüger-Nieland. Im Oktober desselben Jahres wird ein gemeinsamer Sohn geboren, der wie seine Mutter auch Rechtswissenschaften studieren wird.
Am 26. April 1951 wird Gerda Krüger-Nieland nach Elisabeth Krumme als erst zweite Frau zur Richterin am Bundesgerichtshof ernannt. Der Vorschlag zur Ernennung kam von der Hansestadt Hamburg und wurde vom Deutschen Akademikerinnenbund und dem Frauenring unterstützt. Die Ernennungsurkunde nahm die junge Mutter unter Tränen an, auch wegen der nun eintretenden örtlichen Trennung von ihrer Familie. Ihr Mann hatte sie zuvor auch darum gebeten, die Ernennung abzulehnen. Sie nahm die Ernennung aufgrund der Unterstützung durch die Frauenverbände aber trotzdem an.
Krüger-Nieland wird Mitglied des I. Zivilsenats. Der Senatspräsident und Präsident des Bundesgerichtshofs Hermann Weinkauff ist ein alter Bekannter aus ihrer Jugendzeit aus Leipzig, da Weinkauff ein Kollege ihres Vaters am Reichsgericht gewesen ist. In dieser Zeit ist Krüger-Nieland an mehreren bedeutenden Urteilen, insbesondere im Bereich des Urheberrechts und des allgemeinen Persönlichkeitsrechts, beteiligt. In einer Entscheidung, in der es um das private Überspielen von Tonaufnahmen ging, bereitete Krüger-Nieland als Berichterstatterin den Weg für den später auch kodifizierten Vergütungsanspruchs eines Urhebers gegenüber dem Hersteller von Tongeräten. Im Rahmen der Entwicklung des allgemeinen Persönlichkeitsrechts ist sie beteiligt an der Leserbrief-Entscheidung und dem Fall Paul Dahlke. Im Rahmen eines verfassungsrechtlichen Gutachtenverfahren nach § 80 I BVerfGG a.F., in dem der Bundesgerichtshof eigene Gutachten erstellte, setzte sich Krüger-Nieland als Berichterstatterin für eine umfassende Gleichberechtigung zwischen Mann und Frau ein. Das endgültige Gutachten ist jedoch das Ergebnis zahlreicher Überarbeitungen durch den Präsidenten Weinkauff.
Seit dem Jahr 1952 ist Krüger-Nieland auch Mitglied des Großen Senats für Zivilsachen. Im Laufe der Jahre wechselt der Vorsitz in ihrem I. Zivilsenat zu Günther Wilde. Dieser schlägt sie 1964 als seine Nachfolgerin in diesem Amt vor. Obwohl er sie als „nach juristischer Begabung und der Kraft des Denkvermögens zu den besten Köpfen des Bundesgerichtshofs“ zählt, betont auch er, dass es womöglich Hemmungen gegenüber einer Frau in diesem Amt geben könnte. Unabhängig von solchen möglicherweise bestehenden Hemmungen, wird Krüger-Nieland 1965 zur ersten Senatspräsidentin am Bundesgerichtshof ernannt. Damit läutet sie aber keine Wende ein bei der Besetzung solcher Posten. Die nächste Ernennung einer Frau zur Senatspräsidentin sollte bis 1996 dauern, wo Katharina Deppert in ein solches Amt berufen wird.
Krüger-Nieland wird auch Teil des Präsidiums des Bundesgerichtshof, dem sie bis 1976 angehört. Ab 1969 ist sie Mitglied des Gemeinsamer Senat der obersten Gerichtshöfe des Bundes. Im Jahr 1970 wird ihr Name als mögliche Kandidatin für eine Berufung an das Bundesverfassungsgericht diskutiert, jedoch kommt es nicht zu einer Nominierung. Die Juristin bleibt bis zum Eintritt in den Ruhestand am 18. Mai 1978 Richterin am Bundesgerichtshof.
Neben ihrer richterlichen Tätigkeiten gehört Krüger-Nieland verschiedenen juristischen Vereinigungen an, insbesondere im Bereich des Urheberrechts und des gewerblichen Rechtsschutzes. Weiterhin engagierte sie sich in Frauenvereinigungen, wie der Vereinigung weiblicher Juristen und Volkswirte.
Nach dem Tod ihres Mannes 1996 beginnt Krüger-Nieland sich aus allen Ämtern ins Private zurückzuziehen. Kurz nach ihrem 90. Geburtstag verstirbt sie am 21. September 2000 in Karlsruhe. Die Stadt, in der sie fast 50 Jahre ihres Lebens verbrachte, ehrte sie mit der Benennung einer Straße in Karlsruhe-Neureut.

## Auszeichnungen
Krüger-Nieland erhielt zahlreiche Auszeichnungen, u. a. die Ehrenmitgliedschaft in der Internationalen Gesellschaft für Urheberrecht (INTERGU) oder von der GEMA die Richard-Strauss-Medaille. Sie gehörte lange Zeit zur Ständigen Deputation des Deutschen Juristentags. Politisch wurde sie nach dem Zweiten Weltkrieg Mitglied der FDP. Der FDP-Bundesparteitag 1949 wählte sie in den Ehrenrat der Partei.

## Werke
- 25 Jahre Bundesgerichtshof. C. H. Beck, München 1975, ISBN 3-406-06175-3.
- Gerda Krüger-Nieland: Kopierrecht : Stellungnahme zu dem im Auftrag des Deutschen Bibliotheksverbandes veröffentlichten Gutachten von Gerd Roellecke "Das Kopieren zum eigenen wissenschaftlichen Gebrauch" und eigener Standort zu dem Problemkreis. Börsenverein des deutschen Buchhandels, Frankfurt am Main 1979, ISBN 978-3-87318-561-6.